# Dagmar von Helversen
Dagmar von Helversen (* 11. Dezember 1944 in Helmstedt; † 20. Juli 2003; geboren als Dagmar Uhrig) war eine deutsche Biologin.

## Leben
Die Tochter einer Ärztin und eines evangelischen Pfarrers studierte Biologie an der Ludwig-Maximilians-Universität München und wurde dort 1970 bei Hansjochem Autrum promoviert. Nach ihrer Heirat mit Otto von Helversen arbeitete sie von 1971 bis 1975 als Postdoktorandin der Deutschen Forschungsgemeinschaft (DFG) an der Albert-Ludwigs-Universität Freiburg bei Bernhard Hassenstein. Danach war sie als Forscherin in nationalen und internationalen Instituten tätig, so unter anderem am Max-Planck-Institut für Verhaltensphysiologie in Seewiesen.
Hauptforschungsgebiete waren Verhaltensbiologie und Neuroethologie. Ihre Forschungsergebnisse erarbeitete sie zum großen Teil auf privat finanzierten Forschungsreisen.
1992 wurde sie mit dem Akademie-Preis der Bayerischen Akademie der Wissenschaften ausgezeichnet. Für ihre Forschungsarbeiten zu Orientierungs- und Erkenntnisleistungen von Insekten und Fledermäusen erhielt sie am 31. Januar 2003 die Ehrendoktorwürde der Georg-August-Universität Göttingen. Diese Ehrung wurde mit der Begründung verliehen, dass sie wesentlich „zum Fortschritt der Verhaltensphysiologie und Neuroethologie in den letzten 30 Jahren beigetragen“ hat, so die Laudatio.
Viele ihrer Arbeiten hat sie zusammen mit Otto von Helversen publiziert, mit dem sie drei Kinder hatte.

## Schriften
Dagmar von Helversen veröffentlichte über 30 Arbeiten in wissenschaftlichen Zeitschriften und Beiträge in Büchern.
- Dagmar Uhrig: Untersuchungen zum Lautschema des Weibchens von Chorthippus biguttulus L. Orthoptera, Acrididae. Dissertation Universität München, Naturwissenschaftliche Fakultät, München 1970.
- mit Otto von Helversen: Species recognition and acoustic localization in acridid grasshoppers: A behavioral approach. In: Franz Huber, Hubert Markl (Hrsg.): Neuroethology and Behavioral Physiology. Springer, Berlin, Heidelberg 1983, ISBN 3-540-12644-9, S. 95–107.
- mit Otto von Helversen: Woran erkennen Heuschrecken den arteigenen Gesang? In: Dierk Franck (Hrsg.): Verhaltensbiologie. Thieme, Stuttgart 1985, ISBN 3-423-04337-7, S. 227–231.
- mit Otto von Helversen: Innate receiver mechanisms in the acoustic communication of orthopteran insects. In: David M. Guthrie (Hrsg.): Aims and Methods in Neuroethology. Manchester University Press, Manchester  1987, ISBN 0-7190-2213-4, S. 104–150.
- mit Otto von Helversen: Pattern recognition and directional analysis: Routes and stations of information flow in the CNS of a grasshopper. In: Feliks G. Gribakin, Konrad Wiese, A. V. Popov (Hrsg.): Sensory Systems and Communication in Arthropods. Birkhäuser, Basel 1990, ISBN 3-7643-2360-4, S. 209–216.